# Яммербугт (муніципалітет)
Яммербугт (дан. Jammerbugt) — комуна у регіоні Північна Ютландія королівства Данія. Площа — 863.9 квадратних кілометрів. Адміністративний центр муніципалітету — місто Обюбро.

## Населення
У 2012 році населення муніципалітету становило 38 611 осіб.

## Міста-побратими
- Ліндесберґ, Швеція
- Торнеш, Німеччина